# Hippia vittipalpis
Hippia vittipalpis är en fjärilsart som beskrevs av Walker 1857. Hippia vittipalpis ingår i släktet Hippia och familjen tandspinnare. Inga underarter finns listade i Catalogue of Life.